# 전지희
전지희(田知希, 1992년 10월 28일~)는 대한민국의 전직 탁구 선수이다. 중화인민공화국 출신으로, 귀화 전 이름은 톈민웨이(중국어 간체자: 田旻炜, 정체자: 田旻煒, 병음: Tián Mínwěi, 한자음: 전민위)이다. 2024년 하계 올림픽에 참가, 탁구 여자 단체전에서 동메달을 기록하였다.

## 경력
중화인민공화국 허베이성 랑팡시에서 태어나 7살 때부터 탁구를 시작했다. 중국 청소년 국가대표 선수로 발탁된 이력이 있었으나, 성인 국가대표에 발탁되지 않았다. 2008년 산둥 루넝 탁구단에 입단했으나, 같은 해 김형석 감독의 권유로 대한민국에 건너와 2011년 대한민국 국적을 취득했다. 이후 김형석 감독이 지휘봉을 잡고 있는 포스코에너지 여자탁구단에 입단했다. 
2014년 아시안 게임 대한민국 국가대표로 출전하여 김민석과 함께 혼합복식 동메달을 획득하였다.
2022년에 포스코에너지를 떠나 미래에셋증권으로 이적했다.
2022년 아시안 게임에는 복식(여자/혼합)과 단체전에 나섰다. 장우진과 함께했던 혼합복식과 여자부 단체전에서는 동메달을 획득했고, 2019년부터 복식조로 함께하고 있는 신유빈과 함께 여자 복식에서 금메달을 획득했다.
2024년 8월에는 프랑스 파리에서 열린 2024년 하계 올림픽에 참가했으며, 탁구 여자 단체전에서 에서 동메달을 획득하였다.
2025년 2월에 싱가포르에서 열린 국제 탁구 연맹 스매시 대회가 그녀의 현역 마지막 경기가 되었고, 단식에서 신유빈에게 패한 후 현역 은퇴를 선언했다.

## 기록

### 국제 대회
- 2011년
  - 체코 U-21 오픈 여자 단식 1위
  - 모로코 오픈 여자 단식 1위 및 21세이하 여자단식 1위
- 2012년
  - 일본 U-21 오픈 여자 단 1위
- 2013년
  - 폴란드 오픈 여자 복식 1위
  - 일본 오픈 여자 복식 3위
  - 중국 오픈 여자 복식 3위
  - 코리아 오픈 여자 복식 2위
- 2015년
  - 체코 오픈 단식 2위, 복식 1위(& 양하은)
  - 유니버시아드 혼성 복식 금메달(& 김민석)
  - 유니버시아드 여자 복식 동메달(& 양하은)
  - 유니버시아드 여자 단체 동메달(& 이소봉 ,이영은, 황지나, 양하은)
  - 스페인 오픈 여자단식 1위
  - 크로아티아 오픈 복식 1위(&  양하은)
  - 필리핀 오픈 복식 2위(양하은, 전지희)
  - 오스트레일리아 오픈 단식 2위,복식 1위(이다솜, 전지희)
- 2016년
  - 코리아 오픈 복식 2위(양하은 전지희)
  - 슬로베니아 오픈 단식 2위, 복식 2위(양하은, 전지희)
- 2023년  
  - 2022 항저우 아시안게임 탁구 혼합복식 동메달(& 장우진)
  - 2022 항저우 아시안게임 탁구 여자 단체전 동메달(& 신유빈, 서효원, 양하은, 이은혜)
  - 2022 항저우 아시안게임 탁구 여자 복식 금메달(& 신유빈)

### 국내 대회
- 2011년
  - 제66회 전국남녀종합탁구선수권대회 혼합복식 1위, 여자 단식, 단체전 준우승
  - 제92회 전국체육대회 여자 단식 우승
  - 제57회 전국남녀종별탁구선수권 단체전 우승
- 2012년
  - 제66회 전국남녀종합탁구선수권대회 여자 단식, 단체전 준우승
  - 제93회 전국체육대회 여자 단식 준우승
  - 제58회 전국남녀종별탁구선수권 여자단식 우승
  - SBS 탁구 최강전 여자단식 준우승
- 2013년
  - 제67회 전국남녀종합탁구선수권대회 여자 복식 우승, 단식-혼합복식 준우승
  - 제94회 전국체육대회 여자 단식,단체전 우승
  - 제59회 전국남녀종별탁구선수권대회 여자단식 우승
- 2014년
  - 2014년 10월 제주 전국체전 단체전 은메달
  - 2014년 10월 제주 전국체전 단식 동메달

## 갤러리

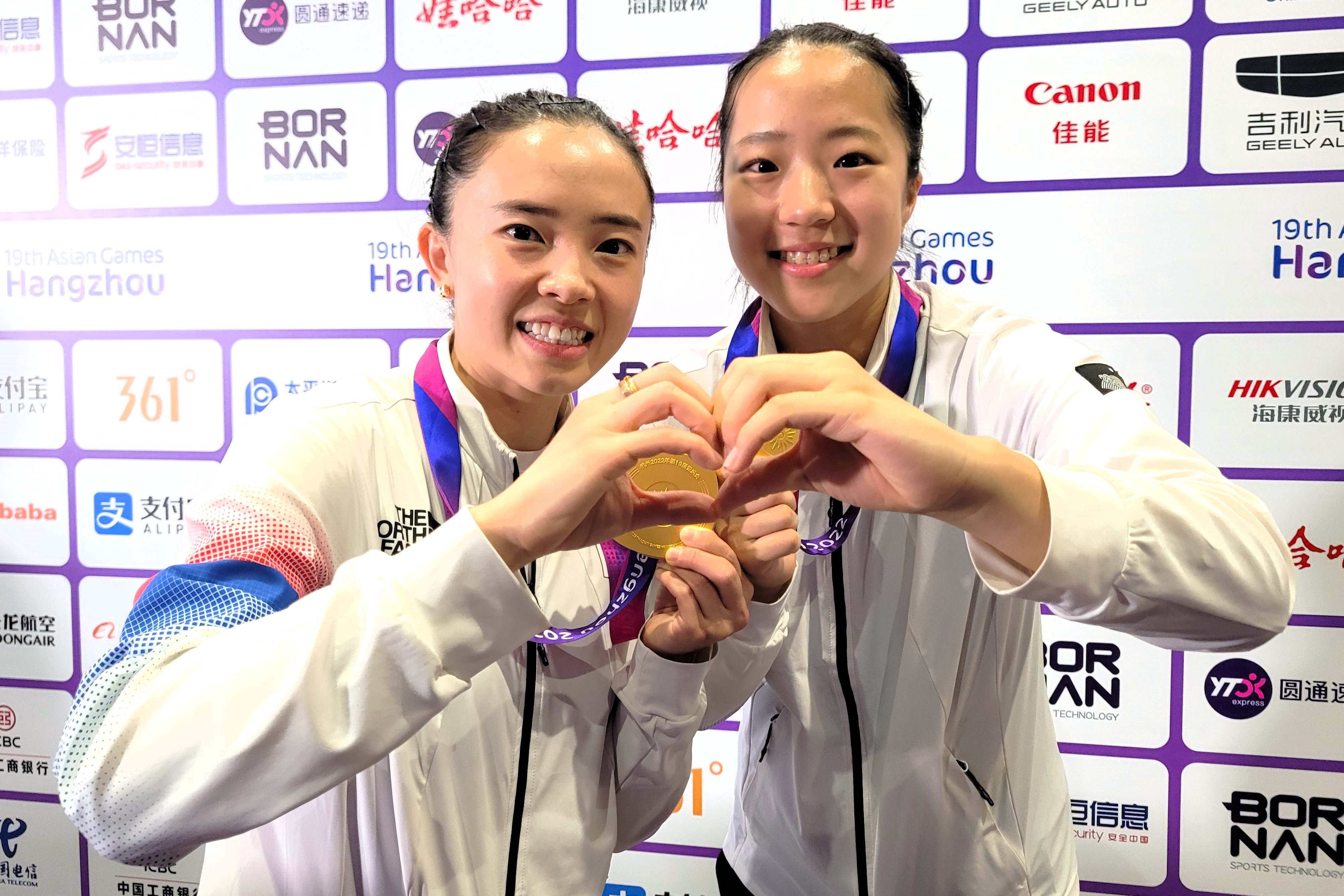
2022 항저우 아시안게임에서 금메달을 딴 후 포즈를 지어보이는 전지희와 신유빈.